# 정선경찰서
정선경찰서(旌善警察署, Jeongseon Police Station)는 강원특별자치도경찰청이 관할하는 경찰서 중 하나이다. 강원특별자치도 정선군 일대를 관할한다. 강원특별자치도 정선군 정선읍 비봉로 31에 위치하고 있다.
서장은 총경으로 보한다.

## 기본 정보
- 주소: 강원특별자치도 정선군 정선읍 비봉로 31
- 우편번호: 26129

## 관할 파출소 및 지구대
| 명칭       | 사진 | 주소                 | 관할구역       | 치안센터                  |
| ---------- | ---- | -------------------- | -------------- | ------------------------- |
| 정선파출소 |      | 정선읍 봉양7길 36    | 정선읍, 북평면 | 광하치안센터 북평치안센터 |
| 사북파출소 |      | 사북읍 사북중앙로 49 | 사북읍         |                           |
| 여량파출소 |      | 여량면 서동로 2921   | 여량면         |                           |
| 화암파출소 |      | 화암면 그림바위길 68 | 화암면         |                           |
| 임계파출소 |      | 임계면 서동로 4559   | 임계면         |                           |
| 남면파출소 |      | 남면 칠현로 45       | 남면           |                           |
| 신동파출소 |      | 신동면 의림로 321    | 신동면         | 함백치안센터              |
| 고한파출소 |      | 고한읍 고한2길 5     | 고한읍         |                           |

## 같이 보기
- 강원특별자치도경찰청